# Pourlans
Pourlans ist eine französische Gemeinde im Département Saône-et-Loire in der Region Bourgogne-Franche-Comté. Sie gehört zum Arrondissement Louhans, zum Kanton Pierre-de-Bresse. Der Ort hat 220 Einwohner (Stand 1. Januar 2022). Die Einwohner werden Pourlantins, resp. Pourlantines genannt.

## Geografie

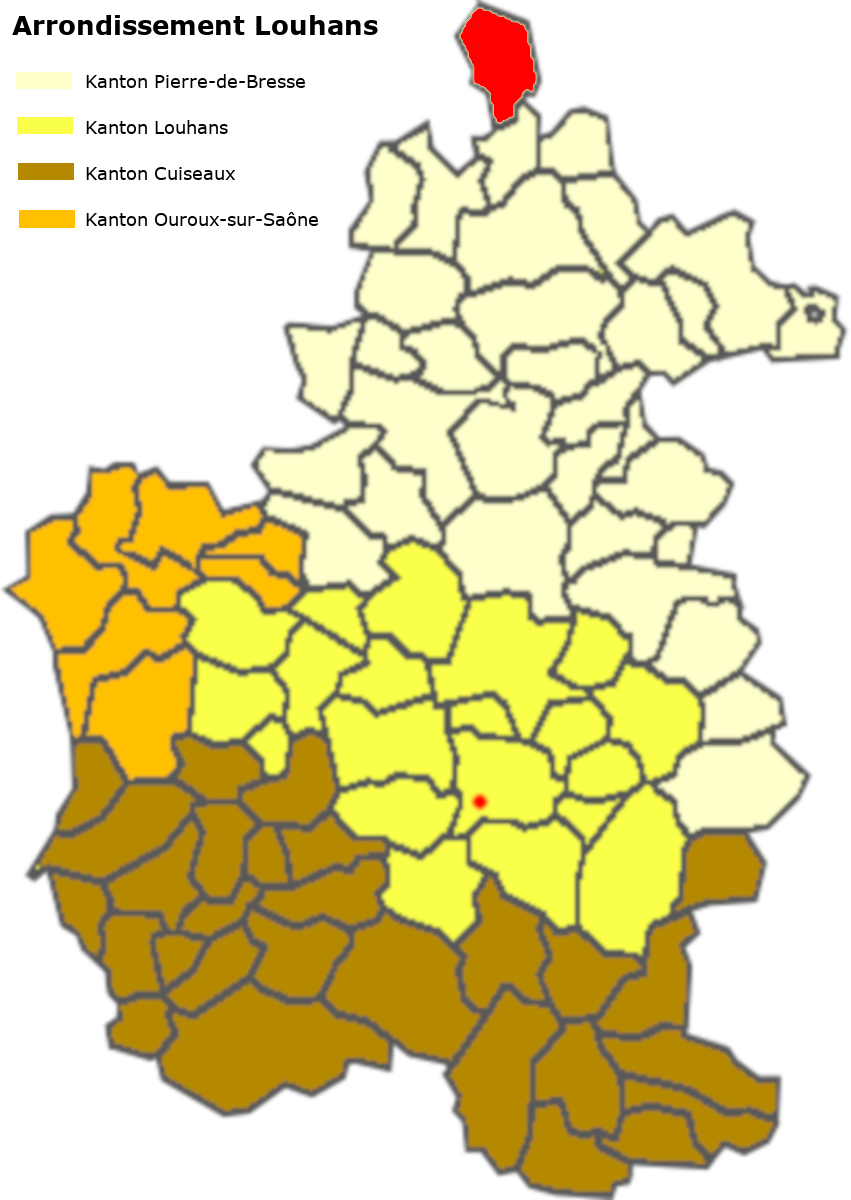
Lage der Gemeinde im Arrondissement Louhans

Die Gemeinde ist die nördlichste des Kantons Pierre-de-Bresse und damit des Arrondissements Louhans und liegt als einzige nördlich des Doubs. Sie gehört deshalb zur Landschaft Vallée de la Saône. Die Gemeinde grenzt im Norden an das Département Côte-d’Or, im Nordosten an das Département Jura, im Westen an das Arrondissement Chalon-sur-Saône und lediglich im Süden hat sie eine kurze gemeinsame Grenze mit Lays-sur-le-Doubs. Die östliche Gemeindegrenze bildet der Fluss Sablonne. Die Gemeinde wird in West-Ost-Richtung von der Départementsstraße D673 (Clux-Villeneuve–Annoire) durchzogen, im Ort zweigt die Départementsstraße D203 (Pourlans–Pierre-de-Bresse) nach Süden ab. Pourlans liegt auf einer Anhöhe, die sich rund 15 Meter über das Doubstal erhebt. Nördlich der D673 beginnt der Staatswald Forêt Domaniale de Pourlans, der sich als Hoch- und Nieder-Laubwald bis Pagny-le-Château zieht.
Aus diesem Wald wurde das Holz für Flöße, Fähren und Schiffe auf dem Doubs beschafft, heute ist Holzverarbeitung für die Küferei eine der wichtigsten Industrien Pourlans. Der Wald weist einige monumentale Bäume auf, insbesondere eine Esche.
Zur Gemeinde gehören die folgenden Weiler: le Caire, le Carcabot, la Crôte, la Gravière, les Mares, Rougemont, la Sablonne (Gewässer), Sellièrela, la Tuilerie.

### Klima
Das Klima in Pourlans ist warm und gemäßigt. Es gibt das ganze Jahr über deutliche Niederschläge, selbst der trockenste Monat weist noch hohe Niederschlagsmengen auf. Die Klassifikation des Klimas nach Köppen und Geiger ist Cfb ((Gemäßigtes) Ozeanklima). Die Temperatur liegt im Jahresdurchschnitt bei 11,9 °C. Der wärmste Monat ist der Juli mit einer Durchschnittstemperatur von 21,1 °C, der kälteste der Januar mit 3,2 °C. Über ein Jahr verteilt summieren sich die Niederschläge auf 1065 mm, dabei ist der November mit 110 mm der niederschlagsreichste, während Februar und März als trockenste Monate 77 mm aufweisen. Über das ganze Jahr werden etwa 2700 Sonnenstunden gezählt
|                        | Jan | Feb | Mär  | Apr  | Mai  | Jun  | Jul  | Aug  | Sep  | Okt  | Nov  | Dez |   |      |
| Mittl. Temperatur (°C) | 3,2 | 3,9 | 7,5  | 11,2 | 15,1 | 19,1 | 21,1 | 20,7 | 17,0 | 12,8 | 7,3  | 4,0 | ⌀ | 11,9 |
| Mittl. Tagesmax. (°C)  | 6,2 | 7,7 | 12,0 | 15,9 | 19,5 | 23,9 | 25,9 | 25,6 | 21,6 | 17,0 | 10,5 | 6,9 | ⌀ | 16,1 |
| Mittl. Tagesmin. (°C)  | 0,4 | 0,4 | 3,0  | 6,2  | 10,2 | 13,9 | 15,9 | 15,6 | 12,5 | 9,0  | 4,2  | 1,4 | ⌀ | 7,8  |
|                        |     |     |      |      |      |      |      |      |      |      |      |     |   |      |
| Niederschlag (mm)      | 90  | 77  | 77   | 88   | 96   | 81   | 78   | 78   | 87   | 103  | 110  | 100 | Σ | 1065 |

| 0,4 |

| 0,4 |

| 3,0 |

| 6,2 |

| 10,2 |

| 13,9 |

| 15,9 |

| 15,6 |

| 12,5 |

| 9,0 |

| 4,2 |

| 1,4 |

| 0,4 |

| 0,4 |

| 3,0 |

| 6,2 |

| 10,2 |

| 13,9 |

| 15,9 |

| 15,6 |

| 12,5 |

| 9,0 |

| 4,2 |

| 1,4 |

## Toponymie
Pourlans wird erstmals 787 erwähnt:  In pago Amaorum… in villa Porlingus (deutsch: Im Gau des Amaus, im Ort Porlingus). Im September des Jahres 787 schenkte Fridericus Graf von Amoux Ländereien seiner Grafschaft dem Kloster Saint-Claude, darunter Pourlans. Der Name geht vermutlich auf die burgundische Besiedlung und damit auf eine germanische Namensgebung zurück.

## Geschichte
Bei der Départementsstraße D673 handelt es sich ursprünglich um die Römerstraße, die Chalon-sur-Saône mit Besançon verband. Denkbar ist, dass die Verbindungsstraße D203 nach Süden ebenfalls auf die späte Römer- oder frühe Merowingerzeit zurückgeht. Eine erste Besiedlung kann durchaus um die Zeitenwende erfolgt sein.
Im 13. Jahrhundert gehörte Pourlans dem Hause de Vienne und war ein Afterlehen von Longwy. Die de Viennes schenkten den Besitz dem Herzog von Burgund Robert II., im 15. Jahrhundert waren die de Courcelle Lehensnehmer und 1656 gelangte es schließlich an die Jesuiten von Dijon. 1332 erließ Jean de Vienne eine Grundordnung mit 50 Artikeln, die weitgehend jener von Seurre entsprach.
Pourlans gehört seit 1905 zum Kanton Pierre-de-Bresse, vorher war es Teil des Kantons Verdun-sur-le-Doubs.
Die ältesten Texte, in denen die Kirche erwähnt wird, stammen aus 1540, der Baustil scheint aus dem 14. Jahrhundert zu stammen, sie ist Johannes dem Täufer geweiht. Das erste Pfarrhaus stand gegenüber dem Eingang zur Kirche, heute ist das Gebäude Gemeindesaal. Die Mairie-École wurde 1874 erbaut. Ende des 19. Jahrhunderts bildete die Schweinezucht eine der Haupteinnahmequellen, dank des südlichen Abhangs ins Doubstal wurde zudem Weinbau auf rund 60 Hektaren betrieben. In der Gemeinde befand sich eine Käserei, eine Ziegelei und eine Mühle. Erst 1900 wurde die Brücke erbaut, die Pourlans mit Lays-sur-le-Doubs verbindet. 1988 bestanden noch 20 Landwirtschaftsbetriebe.
1944, als sich Frankreich im Zweiten Weltkrieg unter deutscher Besatzung befand, gründete der Immoblienagent Paul Mouret im Wald von Pourlans eine Widerstandsgruppe der Résistance, nachdem er zuvor in Navilly aktiv gewesen war. Sie organisierte Fluchtwege für Verfolgte, führte Sabotage an der von den Deutschen benutzten Bahninfrastruktur durch und leitete die Waffen weiter, die ihr aus Flugzeugen per Fallschirm abgeworfen wurden.

## Bevölkerung
| Pourlans: Einwohnerzahlen von 1793 bis 2020 | Pourlans: Einwohnerzahlen von 1793 bis 2020 | Pourlans: Einwohnerzahlen von 1793 bis 2020 | Pourlans: Einwohnerzahlen von 1793 bis 2020 | Pourlans: Einwohnerzahlen von 1793 bis 2020 |
| --- | ------------------------------------------- | ------------------------------------------- | ------------------------------------------- | ------------------------------------------- |
| Jahr |                                             |                                             |                                             | Einwohner                                   |
| 1793 | 1793                                        |                                             | 515                                         | 515                                         |
| 1800 | 1800                                        |                                             | 640                                         | 640                                         |
| 1806 | 1806                                        |                                             | 699                                         | 699                                         |
| 1821 | 1821                                        |                                             | 648                                         | 648                                         |
| 1831 | 1831                                        |                                             | 690                                         | 690                                         |
| 1836 | 1836                                        |                                             | 677                                         | 677                                         |
| 1841 | 1841                                        |                                             | 687                                         | 687                                         |
| 1846 | 1846                                        |                                             | 666                                         | 666                                         |
| 1851 | 1851                                        |                                             | 600                                         | 600                                         |
| 1856 | 1856                                        |                                             | 578                                         | 578                                         |
| 1861 | 1861                                        |                                             | 567                                         | 567                                         |
| 1866 | 1866                                        |                                             | 555                                         | 555                                         |
| 1872 | 1872                                        |                                             | 528                                         | 528                                         |
| 1876 | 1876                                        |                                             | 531                                         | 531                                         |
| 1881 | 1881                                        |                                             | 487                                         | 487                                         |
| 1886 | 1886                                        |                                             | 507                                         | 507                                         |
| 1891 | 1891                                        |                                             | 480                                         | 480                                         |
| 1896 | 1896                                        |                                             | 448                                         | 448                                         |
| 1901 | 1901                                        |                                             | 485                                         | 485                                         |
| 1906 | 1906                                        |                                             | 432                                         | 432                                         |
| 1911 | 1911                                        |                                             | 436                                         | 436                                         |
| 1921 | 1921                                        |                                             | 350                                         | 350                                         |
| 1926 | 1926                                        |                                             | 319                                         | 319                                         |
| 1931 | 1931                                        |                                             | 311                                         | 311                                         |
| 1936 | 1936                                        |                                             | 296                                         | 296                                         |
| 1946 | 1946                                        |                                             | 295                                         | 295                                         |
| 1954 | 1954                                        |                                             | 289                                         | 289                                         |
| 1962 | 1962                                        |                                             | 282                                         | 282                                         |
| 1968 | 1968                                        |                                             | 244                                         | 244                                         |
| 1975 | 1975                                        |                                             | 237                                         | 237                                         |
| 1982 | 1982                                        |                                             | 194                                         | 194                                         |
| 1990 | 1990                                        |                                             | 175                                         | 175                                         |
| 1999 | 1999                                        |                                             | 182                                         | 182                                         |
| 2006 | 2006                                        |                                             | 205                                         | 205                                         |
| 2009 | 2009                                        |                                             | 205                                         | 205                                         |
| 2014 | 2014                                        |                                             | 201                                         | 201                                         |
| 2020 | 2020                                        |                                             | 218                                         | 218                                         |
| Quelle(n): EHESS/Cassini bis 2006, ab 2009 INSEE Anmerkung(en): • Ab 1962 offizielle Zahlen ohne Einwohner mit Zweitwohnsitz • Höchste Einwohnerzahl 1806 mit 699, tiefste Einwohnerzahl 1990 mit 175 (33,8 % vom Maximum) |                                             |                                             |                                             |                                             |

| Bevölkerungsstruktur | Anzahl Einwohner | männlich | weiblich | davon Ausländer | Anteil % |
| -------------------- | ---------------- | -------- | -------- | --------------- | -------- |
|                      | 218              | 104      | 114      | 0               |          |

| Männer | Alterstufe | Frauen |
| ------ | ---------- | ------ |
| 0      | 90 + älter | 2      |
| 9      | 75–89      | 9      |
| 27     | 60–74      | 27     |
| 15     | 45–59      | 20     |
| 22     | 30–44      | 21     |
| 7      | 15–29      | 5      |
| 24     | 0–14       | 30     |

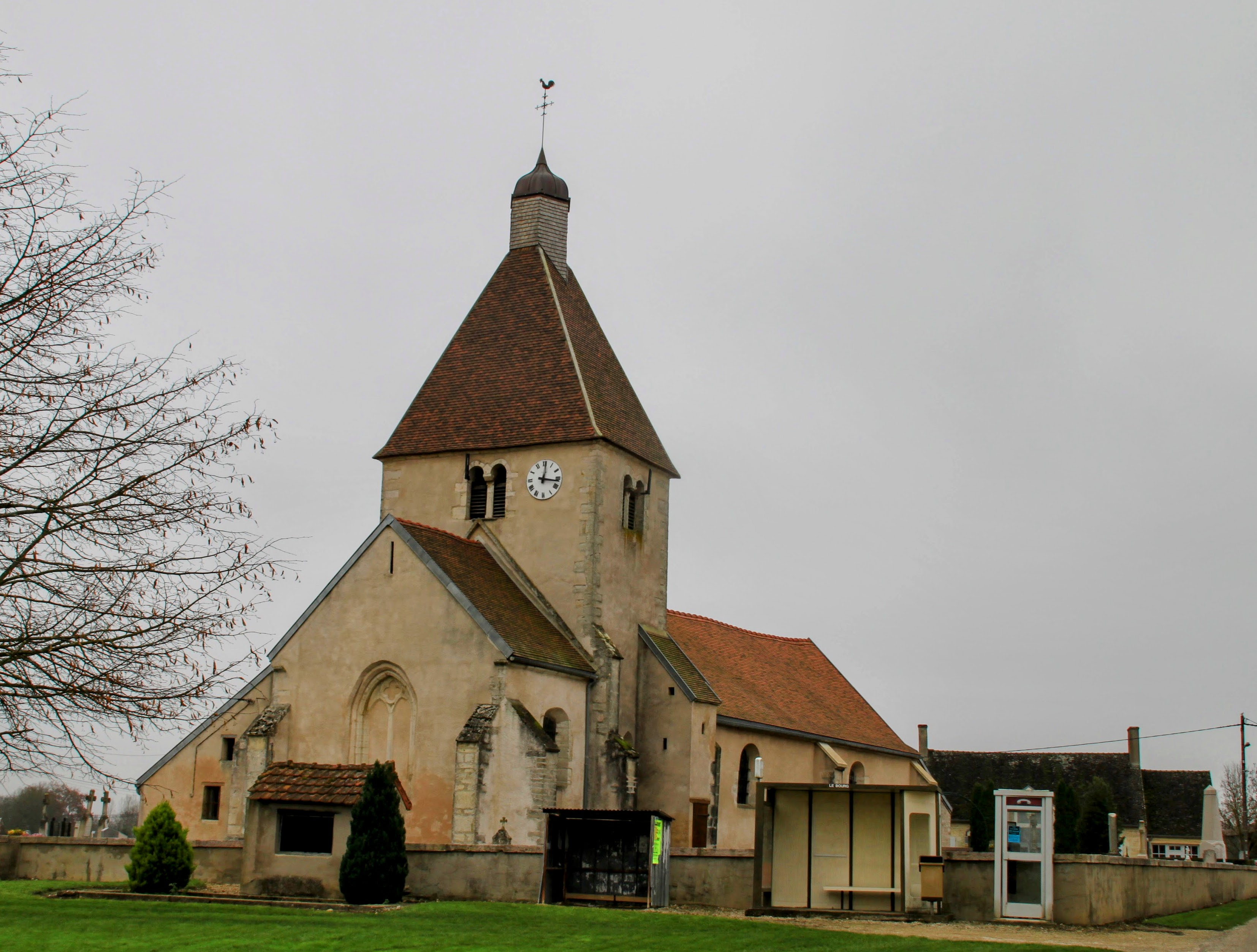
Kirche Saint-Jean-Baptiste von Pourlans

Die Bevölkerungsstruktur zwischen Männern und Frauen weist einen Überhang zugunsten der Frauen auf, die 52,3 % der Bevölkerung ausmachen. Dabei sind 50 % der Bevölkerung jünger als 45 Jahre. Demgegenüber sind 34 % der Einwohner älter als 60 Jahre und damit im Rentenalter. Eine auffällige Lücke klafft bei der Gruppe der 15- bis 29-Jährigen, die lediglich 5,5 % der Bevölkerung ausmachen.
| Wohnstruktur               | Anzahl Wohneinheiten | davon Häuser | Wohnungen | sonstige |
| -------------------------- | -------------------- | ------------ | --------- | -------- |
|                            | 120                  | 118          |           | 2        |
| davon Hauptwohnsitz        | 92                   |              |           |          |
| Zweit- oder Ferienwohnsitz | 14                   |              |           |          |
| vakant                     | 14                   |              |           |          |

## Wirtschaft und Infrastruktur

### Unternehmen, Betriebe, Ladengeschäfte und Einrichtungen
In der Gemeinde gibt es nebst Kirche und Mairie (Gemeindehaus) folgende Unternehmen nach Branchen:
| Branche                                                           | Anzahl Betriebe |
| ----------------------------------------------------------------- | --------------- |
| Industrie und verarbeitendes Gewerbe                              |                 |
| Baugewerbe                                                        | 2               |
| Groß- und Einzelhandel, Verkehr, Beherbergung und Gastronomie     | 5               |
| Information und Kommunikation                                     |                 |
| Finanz- und Versicherungsdienstleistungen                         |                 |
| Grundstücks- und Wohnungswesen                                    | 2               |
| Freiberufliche, wissenschaftliche und technische Dienstleistungen | 5               |
| Öffentliche Verwaltung, Unterricht, Gesundheits- und Sozialwesen  |                 |
| Sonstige Dienstleistungen                                         |                 |
| Land- und Forstwirtschaftsbetriebe                                | 6               |

In der Gemeinde befinden sich ein Bauhandwerksbetrieb, zwei Schreinerei-/Zimmereien und zwei Gîtes. Mit den Gütern des täglichen Bedarfs versorgen sich die Einwohner in Pierre-de-Bresse oder in Seurre.

### Bildungseinrichtungen
In der Gemeinde besteht eine École maternelle, die der Académie de Dijon untersteht und von 13 Kindern besucht wird. Für die Schule gilt der Ferienplan der Zone A.